# Калачёв, Анатолий Александрович
Анатолий Александрович Калачёв (1920—1997) — Гвардии полковник Советской Армии, участник Великой Отечественной войны, Герой Советского Союза (1945).

## Биография
Анатолий Калачёв родился 19 марта 1920 года в посёлке Грязи (ныне — город в Липецкой области). Окончил среднюю школу. В 1937 году Калачёв был призван на службу в Рабоче-крестьянскую Красную армию. В 1941 году он окончил Энгельсскую военную авиационную школу пилотов. С июня того же года — на фронтах Великой Отечественной войны.
К февралю 1945 года гвардии старший лейтенант Анатолий Калачёв был штурманом эскадрильи 166-го гвардейского штурмового авиаполка 10-й гвардейской штурмовой авиадивизии 17-й воздушной армии 3-го Украинского фронта. К тому времени он совершил 109 боевых вылетов на штурмовку и бомбардировку скоплений боевой техники и живой силы противника, нанеся тому большие потери.
Указом Президиума Верховного Совета СССР от 29 июня 1945 года за «образцовое выполнение боевых заданий командования на фронте борьбы с немецкими захватчиками и проявленные при этом мужество и героизм» гвардии старший лейтенант Анатолий Калачёв был удостоен высокого звания Героя Советского Союза с вручением ордена Ленина и медали «Золотая Звезда» за номером 7587.
После окончания войны продолжил службу в Советской Армии. В 1952 году окончил Военно-политическую академию. В 1956 году в звании полковника Калачёв был уволен в запас. Проживал в Воронеже, работал сначала инструктором в Воронежском городском комитете КПСС, затем учёным секретарём Воронежского технологического института, начальником отдела кадров Воронежского филиала Московского института физической культуры. Умер 7 ноября 1997 года, похоронен на Юго-Западном кладбище Воронежа.
Почётный гражданин города Грязи. Был также награждён двумя орденами Красного Знамени, двумя орденами Отечественной войны 1-й степени, орденами Отечественной войны 2-й степени и Красной Звезды, югославским орденом «Партизанская Звезда», рядом медалей.